# Eriocaulon odashimai
Eriocaulon odashimai là một loài thực vật có hoa trong họ Eriocaulaceae. Loài này được Masam. mô tả khoa học đầu tiên năm 1943.